# Evelyn Kuwertz
Evelyn Kuwertz (* 1945 in Bad Aussee, Österreich) ist eine deutsche Malerin. Sie lebt in Berlin und ist seit 2000 auch in Südwestfrankreich präsent. Seit Mitte der 1970er Jahre gibt es eine regelmäßige Ausstellungstätigkeit im In- und Ausland, ihre Werke befinden sich in öffentlichen und privaten Sammlungen in Deutschland und Frankreich.

## Leben
Kuwertz absolvierte eine Ausbildung zur medizinisch-technischen Assistentin und war vier Jahre in diesem Beruf tätig, bevor sie 1969 an die Hochschule der Künste wechselte. Von 1969 bis 1974 studierte sie freie Malerei an der Hochschule der Bildenden Künste in Berlin und war 1975 und 1976 Meisterschülerin von Hermann Bachmann. Während des Studiums war sie politisiert und beteiligte sich an dem Versuch der Etablierung einer „freien Klasse“, ein Vorhaben, das von Hermann Bachmann unterstützt, aber letztlich nicht umgesetzt wurde. Prägend war zudem die Zusammenarbeit mit dem Gastdozenten Georg Kiefer, durch die sich für sie neue projektbasierte Arbeitsmöglichkeiten eröffneten.
Evelyn Kuwertz engagierte sich in den 1970er- und 1980er-Jahren in Berlin für die gleichberechtigte Wertschätzung und Wahrnehmung von Künstlerinnen in der Kunstszene. Sie war Mitinitiatorin und -organisatorin der beiden Künstlerinnenausstellungen „Künstlerinnen International 1877–1977“ und „Das Verborgene Museum“ (1986/87), die in Berlin stattfanden.
Bereits während ihres Studiums an der Hochschule der Bildenden Künste entstand in Zusammenarbeit mit Brigitte Mauch und Toja Wernery das feministische Ausstellungsprojekt „Zur Situation der Frau in Familie und Gesellschaft“. Die als szenisches Environment geplante Ausstellung sollte 1973 öffentlich in Berlin gezeigt werden, was durch den Berliner Bildungssenator Gerd Löffler aufgrund „sittlicher Bedenken“ verhindert wurde. Nach dem Verbot wurde die Schau für einen Tag an der Hochschule der Künste aufgebaut; die Tafeln blieben erhalten und sollen in einer Gruppenausstellung der Galerie im Körnerpark 2026 erneut präsentiert werden.
Für „Künstlerinnen International 1877–1977“ setzte sie sich mit Mitstreiterinnen gegen interne Widerstände durch; die Ausstellung zeigte 182 Künstlerinnen und präsentierte früh Werke von Frida Kahlo in Deutschland. Das von ihr mitinitiierte „Verborgene Museum“ erforschte Werke von Künstlerinnen in Berliner Sammlungen; seit 2022 verfügt die Institution über keine eigenen Räume mehr und wird von der Berlinischen Galerie betreut. Kuwertz arbeitet heute in einem Atelierhaus des BBK in Berlin-Tempelhof und wünscht sich eine umfassende Werkpublikation, die ihre Serien zusammenführt.

## Œuvre

### Frühwerk
Das künstlerische Werk von Kuwertz ist durch die gesellschaftskritische Perspektive der Künstlerin geprägt. Seit Mitte der 1970er Jahre schuf sie soziale Porträts, in denen sich die Flüchtigkeit und Anonymität der Großstadt Berlin widerspiegeln, so in den Ansichten von Berliner S- und U-Bahnhöfen (Bahnhof Gleisdreieck, 1979, und S-Bahnhof Westkreuz, 1981), in denen die Verlorenheit menschlicher Individuen im öffentlichen Stadtraum zur Anschauung kommt. Kuwertz deutet diese konkreten Orte atmosphärisch aus und verdichtet sie zu Metaphern gesellschaftlicher Zustände. So werden ihre Arbeiten zu Berliner S-Bahnhöfen, die bis zur politischen Wende verwahrlost waren, zu einem Sinnbild der Resignation. Ihre Malerei dieser Jahre ist dem kritischen Realismus verpflichtet und kreist um Motive der West-U-Bahn, der Ost-S-Bahn und der Bahnhofsarchitektur, häufig mit Figurenstudien Wartender, Lesender oder Vorübergehender. Ein frühes, häufig rezipiertes Werk ist Türkische Mädchen (1983), das zwei Kinder in einem Hinterhof zeigt und auf eine Begegnung in der Oranienstraße zurückgeht; das Gemälde wurde zuletzt im Ephraim-Palais präsentiert. Mit U-Bahnhof Gleisdreieck (1979) legte sie ein Schlüsselbild vor, das ihre Beobachtung alltäglicher Großstadtszenen mit einer präzisen, doch empathischen Figurenauffassung verbindet.

### Weiterentwicklungen der 1980er-Jahre
Mitte der 1980er-Jahre verändert sich ihre künstlerische Bildauffassung. Die bis dahin von realistischer Malweise geprägten Arbeiten, deren Bildaufbau geschlossen wirkte, öffnen sich und geraten durch die neu ins Bild kommende Lichtdynamik in Bewegung. Von den malerischen Erweiterungen des räumlichen Spektrums dieser Werkphase zeugen Stadtlandschaften wie U-Bahnhof Hallesches Tor (1986).
Ein weiterer Bezugspunkt für die künstlerische Weiterentwicklung ist die menschliche Figur, die in ihren spontanen Bewegungsabläufen zunehmend das Interesse von Kuwertz weckt. Parallel dazu untersucht Kuwertz machtvolle, symbolisch aufgeladene Architektur, etwa Hoch- und Atombunker in der Pallasstraße und an der Uhlandstraße, und stellt die Besucherinnen und Besucher diesen massiven Räumen gegenüber. Auch urbane Erinnerungsorte wie die Oberbaumbrücke oder der Landwehrkanal, an dem Rosa Luxemburg ermordet wurde, werden zu Trägern historischer Bezüge, die sie in eine persönliche stadträumliche Topografie übersetzt. Ihr Ansatz zielt nicht nur auf eine Abbildung von Orten, sondern auf die malerische Interpretation derer emotionalen und erinnerungskulturellen Resonanz.
In Zusammenarbeit mit Lotte Grohe entsteht die Serie Slow motions (1986–1988), bestehend aus großformatigen Zeichnungen, in denen Kuwertz die improvisierten Bewegungen der Tänzerin spontan zu Papier bringt. Des Weiteren wird die Naturgewalt des Wassers und dessen nicht endende Bewegung zu einem wichtigen Thema. In ihrer großformatigen Zeichnung Helgoland (1985–1987) fängt Kuwertz ihre Eindrücke von einem Aufenthalt auf der Insel Helgoland ein:

„Dieser konkrete Ort nun bekam für mich den Symbolwert einer weiter zu fassenden Wirklichkeit: das Gegensätzlich der fließenden Bewegungen des Meeres gegenüber der Statik der gebauten Steine, das der Natur zur Konstruktion, des Weichen zum Harten. Das Rechtwinklige, die einem numerischen Ordnungsprinzip folgende Kennzeichnung der Blöcke gegenüber dem Ungeformten des Wassers, seiner Vielfalt, der Veränderlichkeit der Formen in den sich wiederholenden rhythmischen Bewegungen. Aber diese Veränderungen sind es auch, wodurch die Formen ihre Ruhe finden, eigentlich auch unverändert bleiben, während die Steine sich verändern, verwittern, versanden. In ihnen liegt allein die Dimension ‚Zeit‘, die auf die Insel, ihre Vergangenheit und auf den Menschen verweist.“

Mit der räumlichen Öffnung und Dynamisierung ihrer Bilder in den 1980er Jahren antizipiert Kuwertz künstlerisch jene gesellschaftliche Veränderung, die sich im politischen Feld erst mit dem Fall des eisernen Vorhangs 1989 vollzieht. Die vormals hermetisch wirkenden Räume der Stadt Berlin, die noch von der Ideologie des Kalten Krieges durchdrungen waren – sehr anschaulich in den Bunkerbildern (1983–1984) – weichen Raumverhältnissen, in denen der sich später vollziehende Wandel bereits zu spüren ist.

### Wendezeiten, die 1990er Jahre
Nach der politischen Wende macht Kuwertz die städtebaulichen Veränderungen der wiedervereinten, neuen Hauptstadt Berlin zum Kernthema ihrer Malerei. Auch hier ist es das Ausbalancieren zwischen der festgefügten, statischen Form und deren Wandel durch das Element der Bewegung, das sie aufgreift. Ausgehend von kleinformatigen Gemälden des leeren Potsdamer Platzes, fasst sie die darauf entstehende Großbaustelle zu einem großformatigen Panorama zusammen (1992–1995) und kommentiert die Permanentbaustelle der historischen Stadtmitte Berlins mit zahlreichen, von expressiver Farbigkeit geprägten Gemälden. In ihrer Arbeit Hotel Adlon (1997) stellt sie das Versetzen und die Rekonstruktion ganzer Fassadenstücke in der Mitte Berlins dar, ebenso in Esplanade (1995) und in Berlin Mitte (1998). Im Anschluss daran wendet sie sich den Ruinen auf der historischen Museumsinsel zu, so in Rekonstruktion Neues Museum (2001), die sie malerisch zu neuem Leben erweckt. Die Umbruchszeit hielt sie unter anderem in einem vierteiligen Zyklus zur Großbaustelle am Potsdamer Platz (1992–1995) fest, wobei sie die temporäre Wasserfläche in den Baugruben – bedingt durch aufsteigendes Grundwasser – als Zeichen der Transformation ins Bild integrierte. Charakteristisch ist in diesen Arbeiten eine Montage aus gekippten Fassaden und halbtransparenten Schichten, mit der sie Überlagerungen von Historie, Abriss und Neubau sichtbar macht.

### Erweiterung des räumlichen Spektrums
Nach 2003 nimmt Kuwertz neben Berlin auch andere europäische Metropolen und größere Städte in den Blick. Es entstehen Gemälde zu Paris (2004), Barcelona (2005 und 2009) und Rom (2012) sowie Toulouse (2003), in denen sie die räumlichen Besonderheiten der jeweiligen Orte, in zum Teil ungewöhnlichen Bildformaten und durch räumliche Montage im Gemälde selbst, auszuloten versucht. Daneben bleibt die Auseinandersetzung mit dem Element der menschlichen Bewegung im Raum ein bestimmendes Thema und mündet in ihre Werkserie Mouvement. Kuwertz rückt darin die Beschäftigung mit den körperlichen Ausdrucksmöglichkeiten des Menschen in den Vordergrund. Sie fängt den artifiziellen Bewegungskanon von Tänzern ein, um diesen in ein Verhältnis zu den zunehmend durchlässiger werdenden Raumkonstruktionen zu setzen. Die tänzerische Bewegung korrespondiert mit den transparenten Überlagerungen von Innen- und Außenräumen, Malerei und Zeichnung finden eine Synthese und werden in lebensgroßen Formaten auf Papier und Leinwand zu skulptural wirkenden Montagen verdichtet.
Parallel dazu findet die Zusammenarbeit mit Tänzern des Staatsballetts Berlin und des Ballet du Opéra Toulouse statt. Spontan und aus einer inneren Haltung heraus entstehen Aquarelle und Zeichnung der Serie Répétition (2006–2009), in denen Kuwertz ihre Reflexionen über die Wirkung der Bewegungen des modernen Tanzes festhält.
Berlin bildete über Jahrzehnte den zentralen Referenzraum ihres Schaffens; in jüngerer Zeit verlagerte sich der Fokus phasenweise auf andere Städte, nachdem die unmittelbare Umgebung weniger neue Impulse gab. Gleichzeitig versteht sie ihr künstlerisches und feministisches Engagement als Beitrag zur kulturellen Prägung Berlins. Ihre Werke werden in Berlin vergleichsweise selten gezeigt; der jüngste Blick ins Ephraim-Palais sowie die für 2026 angekündigte Präsentation in der Galerie im Körnerpark markieren neue Zugänge zum Werk.